# Baladeur numérique

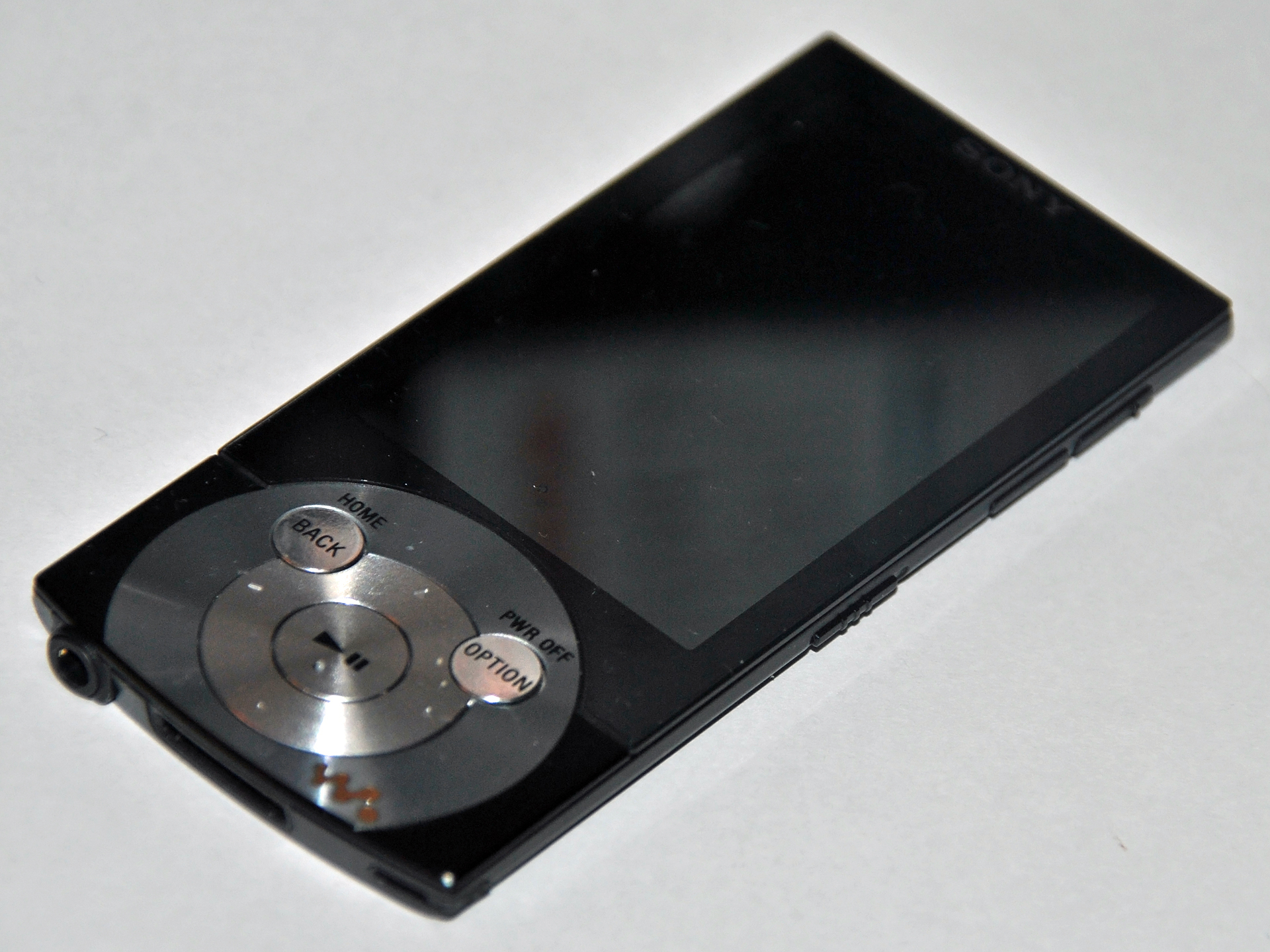
Un Sony NW.

Un baladeur numérique est un baladeur (appareil portable permettant de restituer de la musique) où les pistes sont stockées sous forme de fichiers informatiques.
Le format le plus connu pour le stockage du son est le format MP3, ce qui fait parfois surnommer ces appareils « baladeur MP3 ». Néanmoins, il existe d'autres formats, en particulier pour ceux qui n'induisent pas de pertes dans la qualité 
Le terme « baladeur multimédia » désigne tous les appareils permettant de lire des fichiers sonores.

## Utilisations

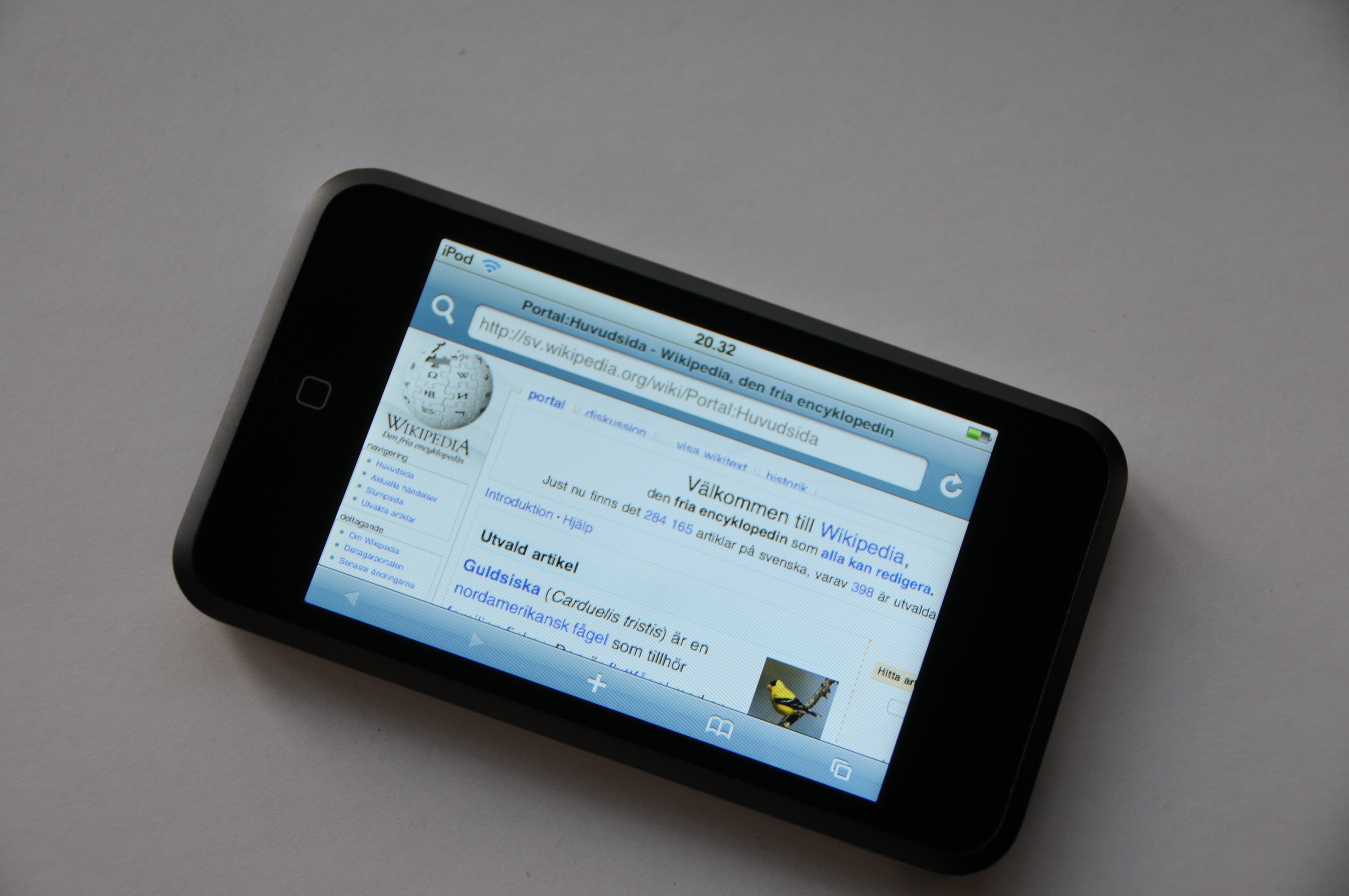
Un iPod touch d'Apple connecté à l'Internet par Wi-Fi (navigateur Safari)

Les baladeurs audio numériques peuvent restituer de l'audio (musique, voix, etc) ou de la vidéo grâce à un écran situé la plupart du temps en haut de l'appareil. Ils sont communément appelés « baladeurs MP3 » ou parfois même simplement « MP3 », en référence au format très commun de fichier informatique permettant de stocker du son, le MP3. Plus rarement, ils peuvent aussi être appelés « Jukebox MP3 »[réf. nécessaire]. Le format MP3 est le format de fichiers audionumériques le plus répandu, lu par tous les baladeurs, mais il n'est pas le seul. Certains baladeurs permettent de lire les fichiers dans d'autres formats : les iPod d'Apple et les Walkmans de Sony lisent l'AAC, d'autres baladeurs proposant la lecture du WMA et/ou des fichiers OGG. Ces différents formats se distinguent principalement par les algorithmes utilisés pour la compression du son qui ont une influence sur la qualité du son reproduit. Mais certains baladeur peuvent lire des formats audio qui, à l'inverse, privilégient la qualité audio au détriment de la mémoire que prend le fichier. Ces formats sont soit des formats utilisant des encodages et une compression plus légère qui permettent de reproduire un son quasiment fidèle à l'original, soit des formats dit « non-compressé ». Par exemple, les iPod d'Apple peuvent lire le format Apple Lossless ainsi que les formats PCM WAVE et AIFF.
Les baladeurs numériques disposent de fonctions annexes comme l'enregistrement audio (pour une utilisation comme dictaphone par exemple) ou le tuner FM (pour écouter la radio). Ils peuvent servir à écouter des émissions de radio (par exemple sous forme de podcasts), des livres audio et toute sorte de contenu audio numérisé, comme des exposés scientifiques ou des cours.
Les appareils les plus évolués peuvent reproduire, en plus de l'audio, d'autres types de contenus numérisés, comme les vidéos et les photos. On les désigne généralement sous le nom de « baladeurs multimédias » (ou PMP, « Portable Multimedia Player » en anglais) ou parfois encore de « baladeurs MP4 ». Tous les baladeurs « MP4 » ne sont pas compatibles avec les fichiers MP4[pas clair]. Certains permettent de se connecter au réseau en Wi-Fi et de profiter de services Internet.
Munis de mémoire flash ou plus rarement d'un disque dur, les baladeurs peuvent se comporter comme des clés USB et servir de mémoire de masse (voir les autres types de mémoires de masse dans le tableau ci-contre). Il est alors possible d'utiliser un baladeur numérique comme unité de sauvegarde et pour transporter des fichiers d'un ordinateur à un autre.

## Composants

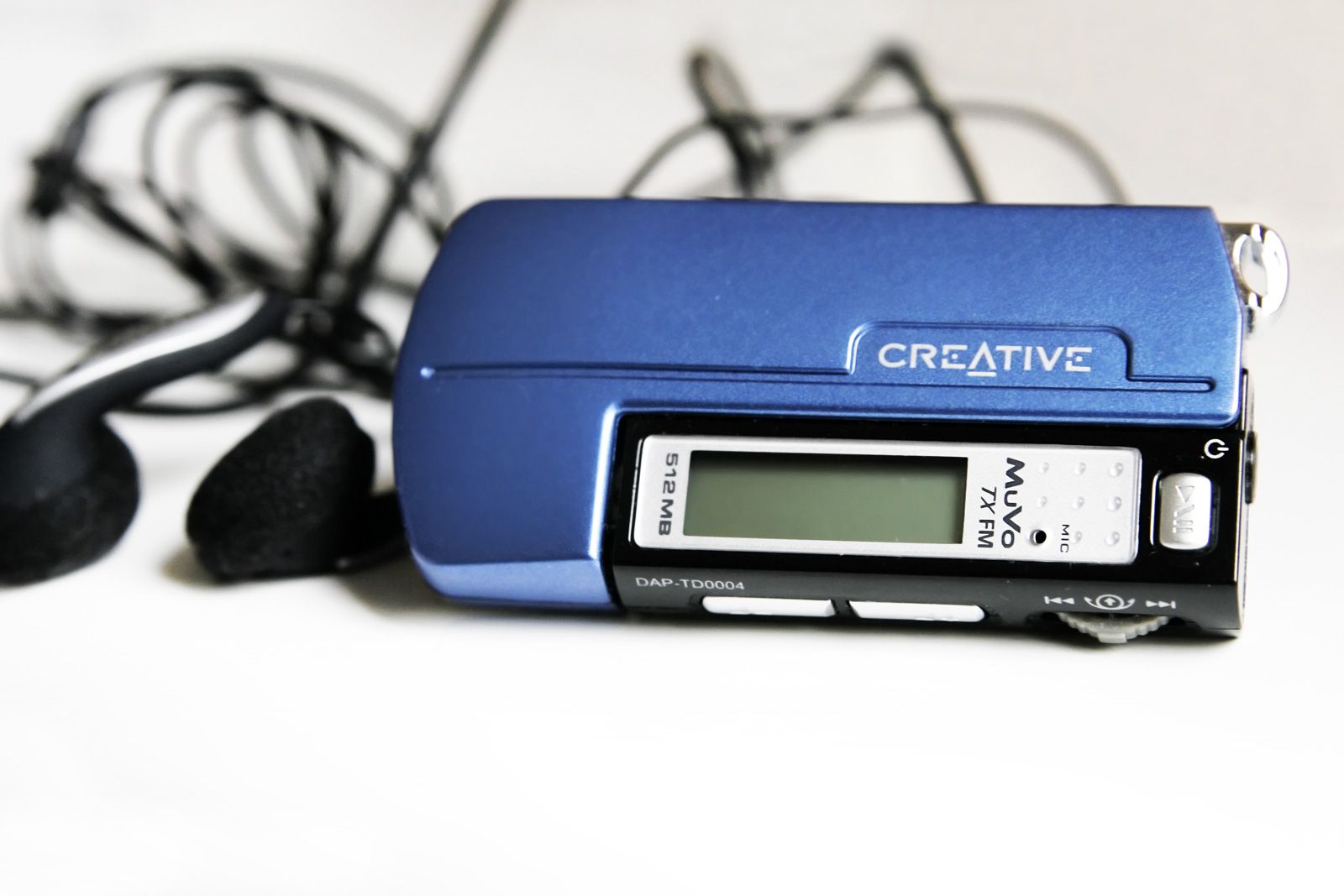
Le baladeur Creative muvo avec 512 Mo de mémoire flash et une fonction radio FM

Les principaux composants d'un baladeur sont :
- Une unité de stockage destinée à sauvegarder les fichiers. Elle est constituée de composants de mémoire flash, d'un disque dur ou parfois d'un CD-ROM.
  - Les baladeurs à mémoire flash sont plus compacts que les baladeurs à disque dur et ont généralement une plus faible capacité de stockage (habituellement entre 128 Mo et 64 Go, soit environ 30 à 16 000 chansons).
  - Les lecteurs à disque dur comptent entre 4 et 500 Go de mémoire. À capacité égale, ils sont généralement moins chers que ceux à mémoire flash, mais ils sont plus fragiles, plus sensibles aux chocs, et consomment davantage d'énergie, ce qui réduit leur autonomie. Leur temps d'accès aux données est aussi plus long.
- Un processeur spécialisé dans la conversion numérique-analogique associé à un amplificateur audio.
- Un compartiment pour les piles électriques ou une batterie pour permettre un fonctionnement autonome.
- Une interface de communication avec un ordinateur (connecteur USB ou FireWire, liaison Bluetooth ou Wi-Fi, etc.).
- Des boutons de commande et généralement un écran de contrôle. Sur les baladeurs multimédia, l'écran est plus grand pour permettre la visualisation des vidéos et des images.
- Une prise audio pour des écouteurs.
- Pour certains, un petit microphone pour enregistrer des sons.

## Histoire
Le stockage musical numérique grand public apparaît en 1982 en Allemagne, quand Philips et Sony commercialisent le disque compact (CD) et se partagent les royalties. Mais le mariage des deux géants est de courte durée, car au milieu des années 1990, chacun veut imposer un nouveau support, qui est cette fois-ci enregistrable. Après l'échec de la cassette DAT de Sony, Philips tente de lancer le DCC, une autre cassette à bande avec son numérique (les cassettes traditionnelles sont analogiques). Dans le même temps, Sony essaye d'imposer un nouveau support : le MiniDisc. Ce simple petit disque magnéto-optique, enfermé dans un boîtier de protection, n'est plus commercialisé depuis 2011 alors que Philips a arrêté la commercialisation du DCC depuis quelques années. 
Pour faire tenir autant de musique sur un MiniDisc que sur un CD classique, Sony a dû compresser le son, c'est-à-dire éliminer tout ce que l'oreille humaine ne peut entendre. Finalement, on obtient un résultat très proche de la musique originale. Vendus cher, les lecteurs MiniDisc restent longtemps réservés à une « élite ». En outre, les albums à ce format disparaissent très vite des étalages. Mais le coup le plus dur contre ce support de Sony est l'arrivée du MP3. Ce format audio issu de l'informatique, qui, comme le format ATRAC du MiniDisc, compresse le son, permet à des millions d'internautes d'échanger de la musique par Internet, grâce à la taille des fichiers très réduite.
Le premier baladeur à tirer parti de la technologie MP3 est commercialisé sous le nom de Mpman en Asie et sous la marque Eiger Labs aux États-Unis, en 1998.
Cependant, la même année, le constructeur de matériel informatique Diamond marque les esprits avec la sortie de son Rio PMP300. Ce modèle comporte seulement 32 Mo de mémoire, soit environ 30 minutes de musique. Toutefois, un connecteur permet l'ajout de 16 Mo (1/4 d'heure de musique) au moyen d'une carte flash de même type que celles des appareils photo numériques. Concurrencé par le MiniDisc, et bien que proposé à un prix inférieur, il ne réussit pas à percer auprès du grand public. Très vite, de multiples marques copient ce concept et lancent d'autres lecteurs MP3 à mémoire flash. Le principal frein à leur succès est le coût des cartes mémoire, parfois aussi élevé que celui des baladeurs. Il faudra attendre les décennies suivantes pour que le prix de la mémoire flash baisse ; jusqu'à voir dans les années 2010 cette technologie utilisée dans des modèles d'entrée de gamme pouvant embarquer plusieurs Go de musique pour quelques dizaines d'euros.

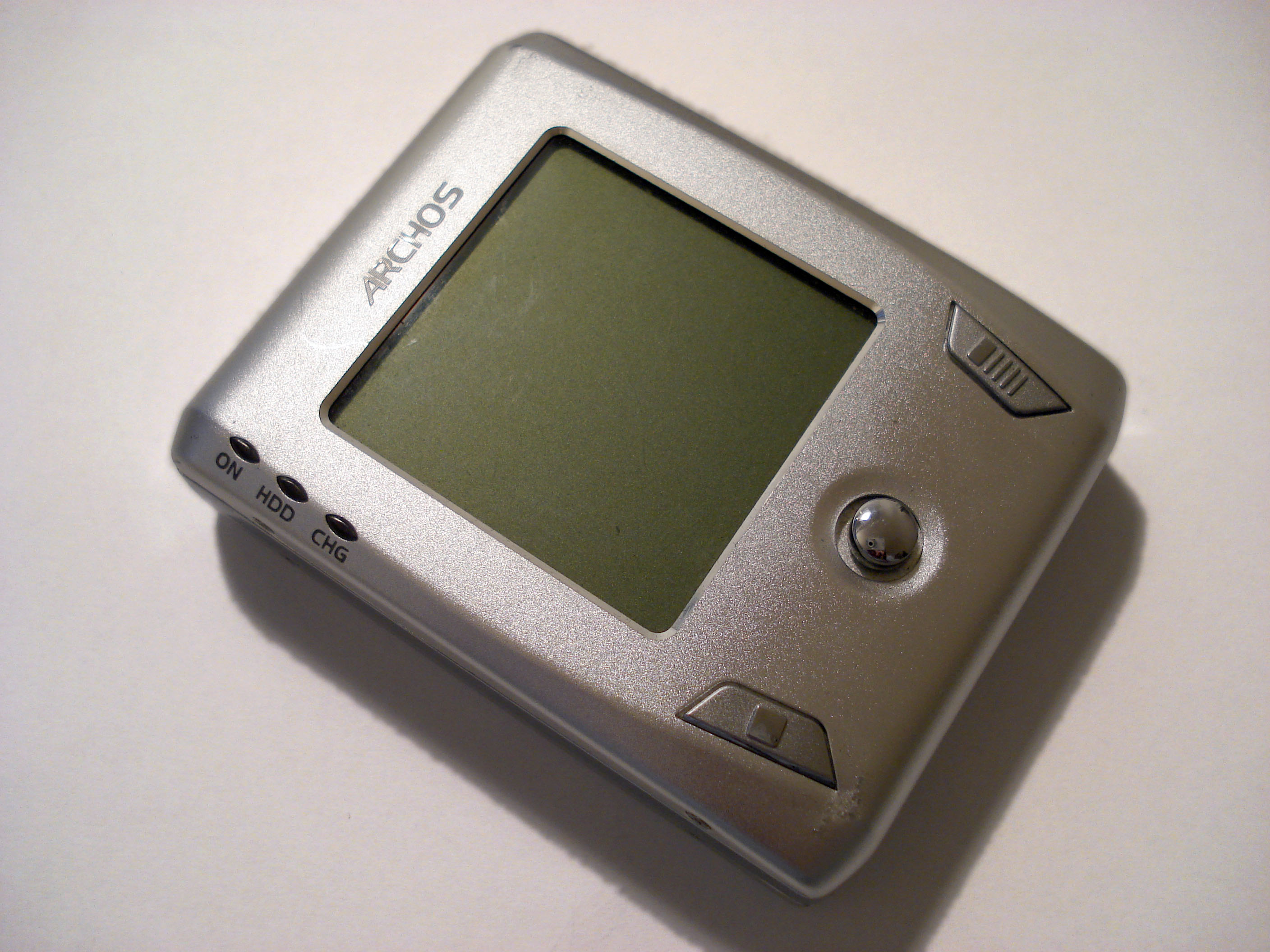
Baladeur à disque dur Archos.

En 1999, une société californienne, Remote Solutions, annonce, dans l'indifférence générale, la sortie du premier baladeur à disque dur. Elle est très vite concurrencée par deux autres sociétés : Creative et Archos. Les juke-box de Creative ont des dimensions comparables aux lecteurs CD portables tandis que les Archos se rapprochent du gabarit des lecteurs à cassette. Ces lecteurs MP3, précurseurs, connaissent leur petit succès, essentiellement auprès de la communauté informatique. Malgré les tentatives de Thomson (RCA, aux États-Unis) et de Philips, il faut, pour populariser le concept du baladeur à disque dur, attendre la venue d'un autre acteur de poids : Apple. La marque américaine lance l'iPod en 2001. Son design, sa simplicité et la notoriété de son fabricant ont beaucoup aidé au succès de ce baladeur ultra plat. Les premiers modèles embarquent 5 et 10 Go de musique, soit 83 à 170 heures.
Parallèlement, le lecteur CD portable connaît une de ses plus importantes évolutions, avec l'apparition de baladeurs pouvant décoder les CD gravés (CD-R et CD-RW) et remplis de fichiers MP3. Philips est l'une des toutes premières grandes marques à sortir un baladeur CD-MP3, mais des marques asiatiques inconnues du grand public, comme NAPA, sont les premières à lancer leurs propres modèles. Les lecteurs de CD étant encombrants, certaines marques essayent aussi d'imposer des lecteurs-graveurs de mini-CD, de diamètre deux fois inférieur à celui d'un CD classique.
D'un autre côté, l'industrie informatique cherche désespérément à remplacer la bonne vieille disquette de 1,44 Mo. Des sociétés comme Syquest ou Iomega connaissent un court succès, auprès des professionnels, avant d'abandonner, le grand public refusant de payer aussi cher pour des disquettes de 100 Mo ou plus. La clef USB met tout le monde d'accord. Pratique, facile, universelle, elle permet de sauvegarder et d'échanger plusieurs dizaines, centaines voire milliers de Mo de données… et donc plusieurs dizaines/centaines de minutes de musique. Très vite les constructeurs font évoluer la clef USB en y ajoutant une prise casque et des touches de navigation… pour en faire un baladeur MP3 ultra-compact. Les clefs USB connaissent diverses déclinaisons, certaines n'intégrant pas la prise USB et nécessitant un câble pour les relier à l'ordinateur. Apple investit le marché avec le Shuffle, un baladeur sans écran, dont la version actuelle intègre un clip pour l'attacher aux vêtements.
Dans cette période, le téléphone mobile est doté d'une qualité de son et de suffisamment de mémoire pour devenir un nouveau type de baladeur. Son utilisateur, accédant à l'Internet via le même équipement, peut y charger en tout lieu un vaste choix d'écoute.

## Interopérabilité et compatibilité
Si tous les baladeurs servent à écouter de la musique numérisée, et éventuellement à restituer des images ou des vidéos, les systèmes de protection et de gestion des droits (ou DRM) compliquent leur usage. En outre, le nombre de copies des œuvres téléchargées est parfois limitée.

## Risques
Certaines personnes apprécient un isolement musical ou le fait de pouvoir écouter la radio, qui favorise leur concentration, voire leurs performances et leur productivité, alors que d'autres seront au contraire perturbées par cette même source sonore. De plus, « l’écoute de musique peut également avoir un impact positif sur le stress et l’agressivité et agir ainsi positivement sur le bien-être psychologique du travailleur », mais l'isolement musical et sonore peut conduire à un isolement social et à une moindre conscience de risques et dangers de l'environnement.
L'effet Mozart, hypothèse issue d'une lecture partielle d'un article américain de 1993 du Dr Frances Rauscher de l'université de Californie selon laquelle écouter de la musique rendrait plus intelligent et pourrait améliorer le QI, a donné lieu à un livre et à un dépôt de marque («Mozart effect» aux États-Unis par Don Campbell, Inc.). Cet effet, qui n'a pas pu être scientifiquement reproduit ni confirmé, est maintenant considéré comme une légende urbaine. Un Effet Vivaldi a aussi été évoqué, à la suite d'un article de 2007 concluant que l'écoute de Vivaldi améliorait la mémoire de personnes âgées.

### Risques pour la sécurité en extérieur ou au travail
Des risques spécifiques sont évidents et démontrés pour les conducteurs de véhicules, notamment pour l'utilisation de téléphone portable au volant (même avec le kit mains libres), mais les piétons ne sont pas épargnés : selon une étude américaine publiée dans la revue spécialisée Injury Prevention, de 2006 à 2012 environ, avec le développement des baladeurs multimédias et des smartphones, « les accidents de piétons écoutant de la musique ont triplé en six ans », avec des accidents d'adolescents concernant surtout de jeunes adultes, et plus souvent graves ou mortels ; à cause d'un effet de distraction auditive mais aussi d'une perte de concentration visuelle de la personne écoutant de la musique en marchant ou en courant (pour ces 116 collisions étudiées par cette étude, 81 (70 %) ont été mortelles),.
Quelques études ont porté sur les effets de l'utilisation de baladeur durant le temps de travail,,,.
Le guide du CESI « Baladeurs et MP3 au travail » de 2014 précise qu'en Belgique, la législation ne réglemente pas l'utilisation du baladeur ou MP3 au travail, mais l'arrêté royal relatif au bruit (16 janvier 2006 publié au Moniteur belge le 15 février 2006) impose à tout employeur de faire une évaluation des risques prenant en compte « toute incidence indirecte sur la santé et la sécurité des travailleurs résultant d’interactions entre le bruit et les signaux d’alarme ou d’autres sons qu’il importe d’observer afin de réduire le risque d’accidents ». Il conseille : « Les travailleurs qui opèrent sur des machines, qui interviennent en situation d’urgence ou qui doivent communiquer avec d’autres personnes devraient privilégier l’écoute de leur baladeur en dehors des heures de travail ».

### Effets du volume sonore
Une norme européenne a réduit par sécurité à 100 décibels (dB) le niveau sonore des baladeurs. Ce niveau reste élevé et suscite des inquiétudes quant à la santé auditive : 100 dB correspond au bruit d'un marteau-piqueur à moins de 5 mètres. Selon le Comité scientifique de l'Union européenne, cinq heures d'écoute musicale à plus de 89 dB suffit pour dépasser les limites d’exposition fixées sur les lieux de travail, et selon les données médicales disponibles, « tout utilisateur s’exposant pendant une période plus longue risque des pertes auditives irréversibles au bout de cinq ans. Or, tel est le cas de 5 à 10 % des propriétaires de baladeur » (soit 2,5 à 10 millions de personnes potentiellement concernées en Europe).
Selon le guide du CESI, les écouteurs d'un baladeur ne peuvent en aucun cas remplacer une protection auditive au travail ; il faudrait préférer les écouteurs de type serre-tête avec coussinet plutôt que de type « bouchons » ; le volume du son est trop élevé si d'autres gens entendent la musique ; le réglage du volume ne devrait jamais dépasser 50 % de la capacité du baladeur et le temps d'écoute être limité à 60 minutes par jour.

## Directive européenne

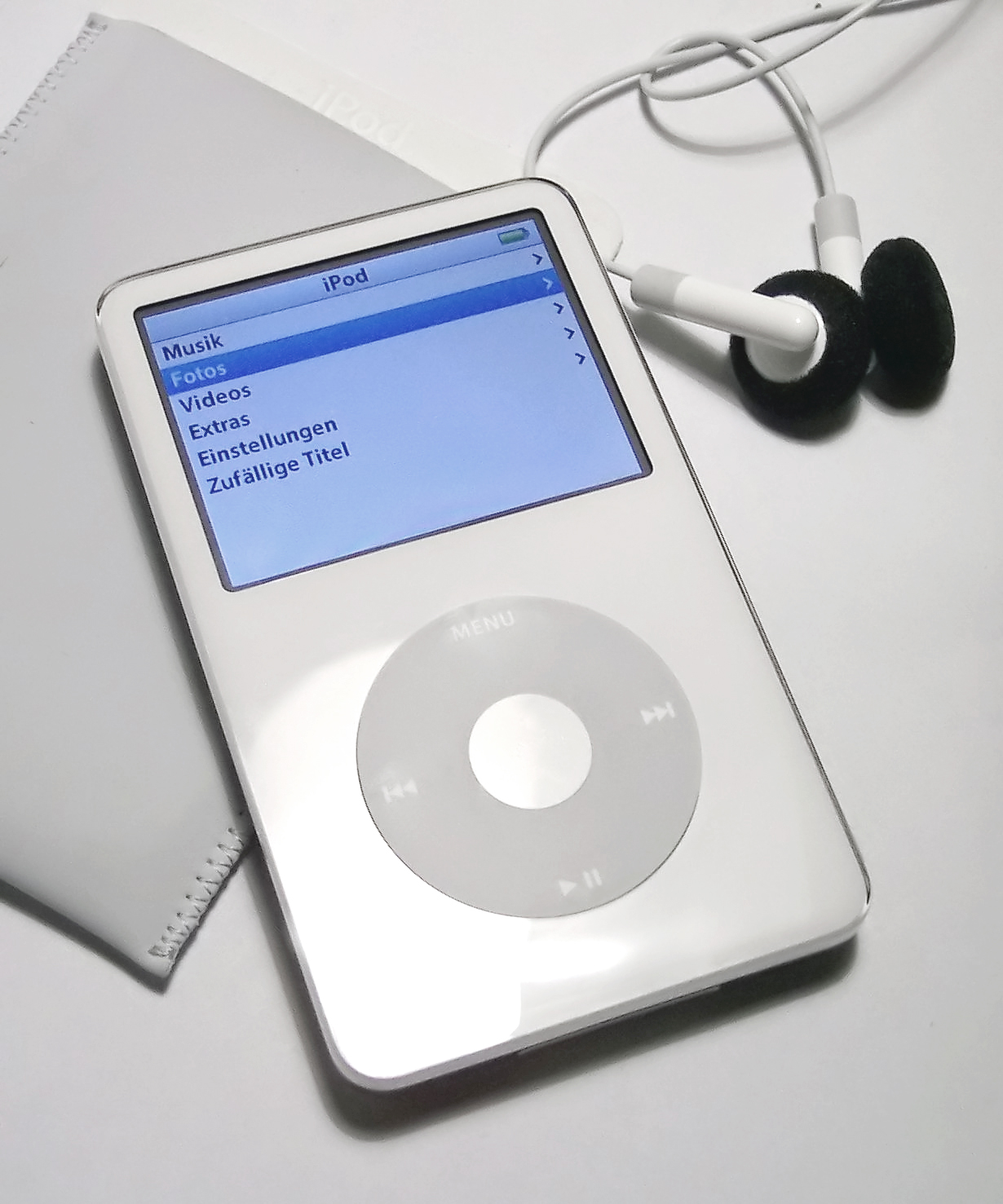
Baladeur numérique "iPod Classic 5ième génération" d'Apple.

La directive 2006/66/CE du Parlement européen et du Conseil du 6 septembre 2006 relative aux piles et accumulateurs ainsi qu'aux déchets de piles et d'accumulateurs précise dans son article 11 que « Les États membres veillent à ce que les fabricants conçoivent les appareils de manière que les piles et accumulateurs usagés puissent être aisément enlevés. » Or, de nombreux baladeurs numériques et autres appareils électroniques ont une batterie soudée ou très difficiles à enlever, comme les produits de la marque Apple (exemples : iPod classic, iPad).